# Nomada wheeleri
Nomada wheeleri är en biart som beskrevs av Cockerell 1903. Nomada wheeleri ingår i släktet gökbin, och familjen långtungebin.

## Underarter
Arten delas in i följande underarter:
- N. w. wheeleri
- N. w. engelmanniae